# Kesgrave
Kesgrave är en stad och en civil parish i distriktet East Suffolk i grevskapet Suffolk i England. Orten har 9 026 invånare (2001). Staden nämndes i Domedagsboken (Domesday Book) år 1086, och kallades då Gressegrava.